# Fermín (nombre)
Fermín es un nombre propio masculino de origen latino en su variante en español. Deriva de Firminus, patronímico de Firmus (Firmo), que significa firme, sólido.

## Santoral
7 de julio: San Fermín, obispo y mártir.

## Variantes
- Femenino: Fermina.
- Diminutivo: Fermincito, Fer, Ferminilllo, Fermi.

| Variantes en otros idiomas | Variantes en otros idiomas |
| -------------------------- | -------------------------- |
| Español                    | Fermín                     |
| Alemán                     | Firmin                     |
| Catalán                    | Fermí                      |
| Chapurriau                 | Fermín                     |
| Checo                      | Firmin                     |
| Corso                      | Firminu                    |
| Euskera                    | Pirmin, Permiñ, Premiñ     |
| Francés                    | Firmin                     |
| Holandés                   | Firminus                   |
| Inglés                     | Fermin                     |
| Italiano                   | Firmino                    |
| Latín                      | Firminus                   |
| Lituano                    | Firminas                   |
| Portugués                  | Firmino                    |
| Ruso                       | Фирмин (Firmin)            |